# مونيا مدغشقري
مونيا مدغشقري (الاسم العلمي: Lonchura nana) (بالإنجليزية: Madagascar Munia)‏ هو نوع من الطيور تتبع جنس المونيا من فصيلة شمعية المنقار.